# Lawrenceville (New Jersey)
Lawrenceville – jednostka osadnicza w Stanach Zjednoczonych Ameryki, znajdujące się w stanie New Jersey, w hrabstwie Mercer. Brak większej działalności przemysłowej, działalności handlowe (sprzedaż nieruchomości).